# K-12 Tour
The K-12 Tour  es la tercera gira musical de la cantante estadounidense Melanie Martinez, con el fin de promocionar su segundo álbum de estudio K-12 y su segundo Extended Play, After School. La gira dio inicio el 13 de octubre de 2019 en Washington D. C. y finalizó anticipadamente el 17 de febrero de 2020 en Brixton Reino Unido; a causa de la pandemia de COVID-19.

## Setlist
El setlist fue tomado del concierto Frankfurt, que se llevó a cabo el 10 de febrero de 2020. El setlist no representa al setlist oficial de la gira.
1. "Wheels On the Bus"
2. "Class Fight"
3. "The Principal"
4. "Show & Tell"
5. "Nurse's Office"
6. "Drama Club"
7. "Strawberry Shortcake"
8. "Lunchbox Friends"
9. "Orange Juice"
10. "Detention"
11. "Teacher's Pet"
12. "High School Sweethearts"
13. "Recess"
14. "Sippy Cup"
15. "Alphabet Boy"
16. "Mad Hatter"
17. "Fire Drill"
18. "Copy Cat ft. Tierra Whack"

## Shows
Lista de conciertos
| Fecha                   | Ciudad               | País                 | Lugar                     |
| Leg 1 – Norteamérica    | Leg 1 – Norteamérica | Leg 1 – Norteamérica | Leg 1 – Norteamérica      |
| ----------------------- | -------------------- | -------------------- | ------------------------- |
| 13 de octubre de 2019   | Washington D. C.     | Estados Unidos       | Union Market              |
| 15 de octubre de 2019   | Atlanta              | Estados Unidos       | Coca-Cola Roxy            |
| 16 de octubre de 2019   | Orlando              | Estados Unidos       | House of Blues            |
| 18 de octubre de 2019   | Charlotte            | Estados Unidos       | The Fillmore              |
| 19 de octubre de 2019   | Richmond             | Estados Unidos       | The National              |
| 20 de octubre de 2019   | Boston               | Estados Unidos       | Orpheum Theatre           |
| 22 de octubre de 2019   | Toronto              | Canadá               | Rebel                     |
| 23 de octubre de 2019   | Detroit              | Estados Unidos       | The Fillmore              |
| 25 de octubre de 2019   | Chicago              | Estados Unidos       | Riviera Theatre           |
| 26 de octubre de 2019   | Columbus             | Estados Unidos       | Express Live!             |
| 29 de octubre de 2019   | New York City        | Estados Unidos       | Hammerstein Ballroom      |
| 30 de octubre de 2019   | Philadelphia         | Estados Unidos       | The Fillmore              |
| 1 de noviembre de 2019  | Indianapolis         | Estados Unidos       | Old National Centre       |
| 2 de noviembre de 2019  | Milwaukee            | Estados Unidos       | The Rave/Eagles Club      |
| 3 de noviembre de 2019  | St. Louis            | Estados Unidos       | The Pageant               |
| 5 de noviembre de 2019  | Houston              | Estados Unidos       | Revention Music Center    |
| 6 de noviembre de 2019  | Irving               | Estados Unidos       | Toyota Music Factory      |
| 8 de noviembre de 2019  | Phoenix              | Estados Unidos       | The Van Buren             |
| 9 de noviembre de 2019  | Los Angeles          | Estados Unidos       | Hollywood Palladium       |
| Leg 2 – Europa          |                      |                      |                           |
| 2 de diciembre de 2019  | Dublin               | Irlanda              | Olympia Theatre           |
| 4 de diciembre de 2019  | Glasgow              | Escocia              | O2 Academy Glasgow        |
| 5 de diciembre de 2019  | Manchester           | Reino Unido          | O2 Apollo                 |
| 6 de diciembre de 2019  | Newcastle            | Reino Unido          | Newcastle City Hall       |
| 8 de diciembre de 2019  | Birmingham           | Reino Unido          | O2 Academy Birmingham     |
| 9 de diciembre de 2019  | London               | Reino Unido          | O2 Shepherd's Bush Empire |
| 11 de diciembre de 2019 | Portsmouth           | Reino Unido          | Portsmouth Guildhall      |
| 12 de diciembre de 2019 | Leeds                | Reino Unido          | O2 Academy Leeds          |
| 16 de diciembre de 2019 | Amsterdam            | Países Bajos         | Melkweg                   |
| 17 de diciembre de 2019 | Hamburg              | Alemania             | Docks                     |
| 21 de enero de 2020     | Lisbon               | Portugal             | Campo Pequeno             |
| 22 de enero de 2020     | Madrid               | España               | WiZink Center             |
| 24 de enero de 2020     | Padua                | Italia               | Gran Teatro Geox          |
| 25 de enero de 2020     | Milan                | Italia               | Social Music City         |
| 27 de enero de 2020     | Zürich               | Suiza                | Halle 622                 |
| 29 de enero de 2020     | Munich               | Alemania             | Tonhalle - kultfabrik     |
| 30 de enero de 2020     | Vienna               | Austria              | Gasometer                 |
| 31 de enero de 2020     | Warsaw               | Polonia              | EXPO XXI                  |
| 2 de febrero de 2020    | Berlin               | Alemania             | Collumbiahalle            |
| 3 de febrero de 2020    | Prague               | República Checa      | Forum Karlin Hall         |
| 5 de febrero de 2020    | Copenhagen           | Dinamarca            | K.B. Hallen               |
| 6 de febrero de 2020    | Oslo                 | Noruega              | Sentrum Scene             |
| 7 de febrero de 2020    | Stockholm            | Suecia               | Annexet                   |
| 9 de febrero de 2020    | Brussels             | Bélgica              | Ancienne Belgique         |
| 10 de febrero de 2020   | Frankfurt            | Alemania             | Jahrhunderthalle          |
| 12 de febrero de 2020   | Cologne              | Alemania             | Palladium                 |
| 13 de febrero de 2020   | Paris                | Francia              | L'Olympia                 |
| 15 de febrero de 2020   | Tilburg              | Países Bajos         | Popodium 013              |
| 17 de febrero de 2020   | Brixton              | Reino Unido          | O2 Brixton Academy        |

## Shows Cancelados
| Fecha               | Ciudad           | País           | Lugar                                         | Razón    |
| ------------------- | ---------------- | -------------- | --------------------------------------------- | -------- |
| 17 de marzo de 2020 | Anaheim          | Estados Unidos | House of Blues                                | Covid 19 |
| 19 de marzo de 2020 | Oakland          | Estados Unidos | Fox Oakland Theater                           | Covid 19 |
| 20 de marzo de 2020 | Las Vegas        | Estados Unidos | Pearl Concert Theater                         | Covid 19 |
| 22 de marzo de 2020 | Denver           | Estados Unidos | Paramount Theater                             | Covid 19 |
| 23 de marzo de 2020 | Salt Lake City   | Estados Unidos | The Union                                     | Covid 19 |
| 25 de marzo de 2020 | Seattle          | Estados Unidos | Paramount Theatre                             | Covid 19 |
| 26 de marzo de 2020 | Boise            | Estados Unidos | Revolution Center                             | Covid 19 |
| 3 de junio de 2020  | Minneapolis      | Estados Unidos | Minneapolis Armory                            | Covid 19 |
| 5 de junio de 2020  | Cincinnati       | Estados Unidos | Yeatman's Cove                                | Covid 19 |
| 6 de junio de 2020  | Sterling Heights | Estados Unidos | Michigan Lottery Amphitheatre at Freedom Hill | Covid 19 |
| 7 de junio de 2020  | Columbus         | Estados Unidos | Express Live!                                 | Covid 19 |
| 9 de junio de 2020  | Chicago          | Estados Unidos | Huntington Bank Pavilion                      | Covid 19 |
| 10 de junio de 2020 | Maryland Heights | Estados Unidos | St. Louis Music Park                          | Covid 19 |
| 12 de junio de 2020 | Cleveland        | Estados Unidos | Jacobs Pavilion                               | Covid 19 |
| 13 de junio de 2020 | Toronto          | Canadá         | RBC Echo Beach                                | Covid 19 |
| 14 de junio de 2020 | Montreal         | Canadá         | M Telus                                       | Covid 19 |
| 16 de junio de 2020 | Washington D. C. | Estados Unidos | The Anthem                                    | Covid 19 |
| 17 de junio de 2020 | Pittsburgh       | Estados Unidos | UPMC Events Center                            | Covid 19 |
| 19 de junio de 2020 | Boston           | Estados Unidos | Leader Bank Pavilion                          | Covid 19 |
| 20 de junio de 2020 | Philadelphia     | Estados Unidos | The Met Philadelphia                          | Covid 19 |
| 21 de junio de 2020 | Asbury Park      | Estados Unidos | Stone Pony Summer Stage                       | Covid 19 |
| 23 de junio de 2020 | Wallingford      | Estados Unidos | Toyota Oakdale Theatre                        | Covid 19 |
| 24 de junio de 2020 | New York City    | Estados Unidos | Radio City Music Hall                         | Covid 19 |
| 26 de junio de 2020 | Raleigh          | Estados Unidos | Red Hat Amphitheater                          | Covid 19 |
| 27 de junio de 2020 | Charlotte        | Estados Unidos | Charlotte Metro Credit Union Amphitheatre     | Covid 19 |
| 28 de junio de 2020 | Nashville        | Estados Unidos | Nashville Municipal Auditorium                | Covid 19 |
| 20 de junio de 2020 | Jacksonville     | Estados Unidos | Daily's Place                                 | Covid 19 |
| 1 de julio de 2020  | Miami            | Estados Unidos | Bayfront Park                                 | Covid 19 |
| 2 de julio de 2020  | Tampa            | Estados Unidos | Yuengling Center                              | Covid 19 |
| 7 de julio de 2020  | Independence     | Estados Unidos | Cable Dahmer Arena                            | Covid 19 |
| 8 de julio de 2020  | Rogers           | Estados Unidos | Walmart Arkansas Music Pavilion               | Covid 19 |
| 9 de julio de 2020  | Irving           | Estados Unidos | Toyota Music Factory                          | Covid 19 |
| 11 de julio de 2020 | Sugar Land       | Estados Unidos | Smart Financial Centre                        | Covid 19 |
| 12 de julio de 2020 | Austin           | Estados Unidos | Moody Theater                                 | Covid 19 |
| 14 de julio de 2020 | Phoenix          | Estados Unidos | Arizona Federal Theatre                       | Covid 19 |
| 15 de julio de 2020 | Fresno           | Estados Unidos | William Saroyan Theatre                       | Covid 19 |
| 17 de julio de 2020 | Los Angeles      | Estados Unidos | Greek Theatre                                 | Covid 19 |
| 18 de julio de 2020 | San Diego        | Estados Unidos | CalCoast Credit Union Open Air Theatre        | Covid 19 |
| 21 de julio de 2020 | Portland         | Estados Unidos | Theater of the Clouds                         | Covid 19 |
| 22 de julio de 2020 | Vancouver        | Canadá         | Orpheum Theatre                               | Covid 19 |
| 23 de julio de 2020 | Redmond          | Estados Unidos | Marymoor Park                                 | Covid 19 |
| 25 de julio de 2020 | Sandy            | Estados Unidos | Sandy City Amphitheater                       | Covid 19 |
| 26 de julio de 2020 | Denver           | Estados Unidos | Fillmore Auditorium                           | Covid 19 |